# العلاقات الإيطالية الهندوراسية
العلاقات الإيطالية الهندوراسية هي العلاقات الثنائية التي تجمع بين إيطاليا وهندوراس.

## مقارنة بين البلدين
هذه مقارنة عامة ومرجعية للدولتين:
| وجه المقارنة                                              | إيطاليا                                                  | هندوراس          |
| --------------------------------------------------------- | -------------------------------------------------------- | ---------------- |
| المساحة (كم2)                                             | 301.34 ألف                                               | 112.49 ألف       |
| عدد السكان (نسمة)                                         | 60.60 مليون                                              | 9.27 مليون       |
| الكثافة السكانية (ن./كم²)                                 | 201.1                                                    | 82.41            |
| العاصمة                                                   | روما، فلورنسا، تورينو                                    | تيغوسيغالبا      |
| اللغة الرسمية                                             | اللغة الإيطالية                                          | اللغة الإسبانية  |
| العملة                                                    | يورو، ليرة إيطالية                                       | لمبيرة هندوراسية |
| الناتج المحلي الإجمالي (بليون دولار)                      | 1.93 تريليون                                             | 22.98 مليار      |
| الناتج المحلي الإجمالي (تعادل القوة الشرائية) بليون دولار | 2.26 تريليون                                             | 41.14 مليار      |
| الناتج المحلي الإجمالي الاسمي للفرد دولار أمريكي          | 29.96 ألف                                                | 2.53 ألف         |
| الناتج المحلي الإجمالي للفرد دولار أمريكي                 | 35.46 ألف                                                | 4.91 ألف         |
| مؤشر التنمية البشرية                                      | 0.873                                                    | 0.606            |
| رمز المكالمات الدولي                                      | +39                                                      | +504             |
| رمز الإنترنت                                              | .it                                                      | .hn              |
| المنطقة الزمنية                                           | توقيت وسط أوروبا، ت ع م+01:00، ت ع م+02:00، أوروبا/روما ‏ | 00               |

## منظمات دولية مشتركة
يشترك البلدان في عضوية مجموعة من المنظمات الدولية، منها:
| علم المنظمة | اسم المنظمة                               | تاريخ انضمام إيطاليا | تاريخ انضمام هندوراس |
| ----------- | ----------------------------------------- | -------------------- | -------------------- |
|             | يونسكو                                    | ?                    | 16 ديسمبر 1947       |
|             | الفريق المعني برصد الأرض                  | ?                    | ?                    |
|             | مؤسسة التمويل الدولية                     | 27 ديسمبر 1956       | 20 يوليو 1956        |
|             | المركز الدولي لتسوية المنازعات الاستشارية | 28 أبريل 1971        | 16 مارس 1989         |
|             | منظمة حظر الأسلحة الكيميائية              | ?                    | ?                    |
|             | مؤسسة التنمية الدولية                     | 24 سبتمبر 1960       | 23 ديسمبر 1960       |
|             | منظمة التجارة العالمية                    | 1995                 | ?                    |
|             | وكالة ضمان الاستثمار متعدد الأطراف        | 29 أبريل 1988        | 30 يونيو 1992        |
|             | الاتحاد البريدي العالمي                   | ?                    | ?                    |
|             | الاتحاد الدولي للاتصالات                  | 1866                 | 27 أكتوبر 1925       |
|             | منظمة الشرطة الجنائية الدولية             | ?                    | ?                    |
|             | الأمم المتحدة                             | 14 ديسمبر 1955       | 17 ديسمبر 1945       |
|             | البنك الدولي للإنشاء والتعمير             | 27 مارس 1947         | 27 ديسمبر 1945       |

## أعلام
هذه قائمة لبعض الشخصيات التي تربطها علاقات بالبلدين:
- ديفيد سوازو (لاعب كرة قدم هندوراسي، 5 نوفمبر 1979[20] – )
- روبرتو ميشيليتي (13 أغسطس 1943 – )

## وصلات خارجية
- موقع وزارة الخارجية الإيطالية
- موقع وزارة الخارجية الهندوراسية